# Wallsburg
Wallsburg és una població dels Estats Units a l'estat de Utah. Segons el cens del 2000 tenia 274 habitants.

## Demografia
Segons el cens del 2000, Wallsburg tenia 274 habitants, 83 habitatges, i 73 famílies. La densitat de població era de 211,6 habitants per km².
Dels 83 habitatges en un 45,8% hi vivien nens de menys de 18 anys, en un 83,1% hi vivien parelles casades, en un 4,8% dones solteres, i en un 12% no eren unitats familiars. En el 12% dels habitatges hi vivien persones soles el 10,8% de les quals corresponia a persones de 65 anys o més que vivien soles. El nombre mitjà de persones vivint en cada habitatge era de 3,3 i el nombre mitjà de persones que vivien en cada família era de 3,56.
Per edats la població es repartia de la següent manera: un 31% tenia menys de 18 anys, un 13,1% entre 18 i 24, un 23,7% entre 25 i 44, un 20,4% de 45 a 60 i un 11,7% 65 anys o més.
L'edat mediana era de 32 anys. Per cada 100 dones de 18 o més anys hi havia 101,1 homes.
La renda mediana per habitatge era de 55.313 $ i la renda mediana per família de 59.375 $. Els homes tenien una renda mediana de 39.375 $ mentre que les dones 21.042 $. La renda per capita de la població era de 21.165 $. Entorn del 5,1% de les famílies i el 3,3% de la població estaven per davall del llindar de pobresa.

## Poblacions més properes
El següent diagrama mostra les poblacions més properes.